# Leonídas Grigorákos
Leonídas Grigorákos (en grec moderne : Λεωνίδας Γρηγοράκος), né le 22 juillet 1953 à Sparte et mort le 9 février 2024 à Athènes, est un homme politique grec, député laconique.

## Biographie
Aux élections législatives grecques de janvier 2015, il est élu député au Parlement hellénique sur la liste du Mouvement socialiste panhellénique (PASOK) dans la circonscription de la Laconie. Il est désigné représentant parlementaire du PASOK pour la XVIe législature.